# Пупаствере
Пу́паствере (ест. Pupastvere küla) — село в Естонії, у волості Тарту повіту Тартумаа.

## Населення
Чисельність населення на 31 грудня 2011 року становила 52 особи.